# 秩父鉄道トキ500形貨車
秩父鉄道トキ500形貨車（ちちぶてつどうトキ500がたかしゃ）は、秩父鉄道に在籍する無蓋貨車である。

## 概要
1968年（昭和43年）日立製作所製の36 t積ボギー無蓋貨車で、日本国有鉄道（国鉄）トキ25000形の同形車である。15両（トキ501 - トキ515）が製造された。当初アオリ戸はプレス鋼板であったが1978年（昭和53年）9月に平鋼板に交換された。
1982年（昭和57年）3月にトキ504, トキ505, トキ508, トキ514, トキ515の5両が関東鉄道に譲渡された（常総線複線化工事のため）。残り10両は、蘇我の川崎製鉄千葉製鉄所（現・JFEスチール東日本製鉄所）への石灰石輸送に使用されたが、1984年（昭和59年）のダイヤ改正による国鉄の貨物取り扱い縮小方針によりトキ506, トキ512を残し廃車になった。残った2両は、災害時土砂運搬用として車籍が残り、普段は広瀬川原駅（熊谷工場）に留置されている。また、トキ502が三峰口駅構内にある秩父鉄道車両公園に静態保存されていたが、2019年4月の閉園に伴い解体撤去された。

## 関東鉄道への譲渡車
関東鉄道に譲渡された車両は、トキ250形トキ251 - トキ255となり、複線化工事終了後はトキ252, トキ253を残して全て廃車になった。残った2両は事業用に使用されたが、1996年（平成8年）に廃車となった。

## 保存車
- トキ502 - 埼玉県秩父市 秩父鉄道車両公園（現在では解体撤去された）